# Ken Russell
Henry Kenneth Alfred Russell, mais conhecido como Ken Russel (Southampton, 3 de julho de 1927 - Londres, 27 de novembro de 2011), foi um controverso cineasta e roteirista britânico, particularmente famoso por seus filmes sobre compositores de música erudita.

## Biografia
Estudou na sua terra natal, seguindo depois a carreira da marinha mercante. Numa breve passagem pela Royal Air Force, inicia o seu contacto com as artes (bailado, fotografia). Em 1957 casa-se com a designer Shirley Ann Kingdon, que vem a influenciar definitivamente a sua carreira cinematográfica.
Entre 1959 e 1970 trabalha para a BBC, onde realiza numerosos documentários sobre temas de arte. Um deles, Song of Summer, é considerado pelo próprio Russell como sendo a sua obra-prima. A sua primeira longa-metragem, Women in Love (1969), é uma adaptação livre da obra homónima de D. H. Lawrence.
Toda a sua obra posterior foi marcada por filmes imaginativos e provocantes, quase todos dedicados à música dos grandes compositores clássicos. Pelo meio, surge a ópera-rock Tommy (1975), com trilha sonora da banda The Who e protagonizada pelo vocalista daquele grupo Roger Daltrey.
Morreu em novembro de 2011.

## Filmografia selecionada

### Televisão
- 1962 - Elgar (TV)
- 1964 - French Dressing
- 1965 - The Debussy Film (TV)
- 1966 - Isadora Duncan, the Biggest Dancer in the World (TV)
- 1967 - Dante's Inferno (TV)
- 1968 - Song of Summer (TV)
- 1970 - Dance of the Seven Veils (TV)
- 1991 - Prisoner of Honor (filme televisivo para a HBO)
- 1993 - Lady Chatterley (TV)

### Cinema
- 1967 - Billion-Dollar Brain (pt: Um cérebro por um bilião)
- 1969 - Women in Love (pt: Mulheres apaixonadas)
- 1970 - The Music Lovers (pt: Tchaikowsky, Delírio de amor)
- 1971 - The Boy Friend
- 1971 - The Devils (pt: Os diabos)
- 1972 - Savage Messiah
- 1974 - Mahler
- 1975 - Tommy (pt: Tommy)
- 1975 - Lisztomania (pt: Lisztomania)
- 1980 - Altered States (pt: Viagens alucinantes)
- 1984 - Crimes of Passion (pt: As noites de China Blue)
- 1986 - Gothic
- 1987 - Aria (breve sequência)
- 1988 - The Lair of the White Worm
- 1988 - Salome's Last Dance (pt: A dança dos sete véus / br: A última dança de Salomé)
- 1989 - The Rainbow
- 1991 - Whore (ou If you Can't Say It, Just See It) (pt: A prostituta)
- 2002 - The Fall of the Louse of Usher